# Ameerega braccata
Ameerega braccata é uma espécie de anfíbio da família Dendrobatidae. Endêmica do Brasil, onde pode ser encontrada nos estados do Mato Grosso, Goiás e Mato Grosso do Sul.
A familia Dendrobatidae é conhecida por suas cores vibrantes e secreções tóxicas para a pele.

## Características

#### Dieta:
Estudos em 2011 sugerem sugerem que Ameerega braccata tem uma dieta especializada em formigas, cupins e ácaros, o que reforça as hipóteses de associação próxima entre o consumo de Acari e a presença de alcaloides tóxicos na pele, já encontrados em outras espécies de Dendrobatidae.

#### Comportamento:
É diurno, o que significa que é ativo durante o dia. 

#### Toxidade:
Como muitos sapos venenosos, Ameerega braccata secreta toxinas através de sua pele. Acredita-se que essas toxinas venham de sua dieta, que consiste principalmente de formigas e ácaros.

#### Habitat:
Vive no bioma Cerrado, um ambiente de savana tropical. Ele prefere habitats terrestres perto de riachos e em florestas de galeria.